# Cytochrom P450 2C9
CYP2C9 (Cytochrom P450 2C9) gehört als Isoenzym zu den Untertypen von Cytochrom P450 und ist ein Enzym, das beim Menschen durch das CYP2C9-Gen kodiert wird.
Synonyme sind: englisch CYPIIC9; Cytochrome P-450MP; Cytochrome P450 2C9; Cytochrome P450 MP-4; Cytochrome P450 MP-8; cytochrome P450 PB-1; cytochrome P450, family 2, subfamily C, polypeptide 9; P450 MP-4; S-mephenytoin 4-hydroxylase; S-mephenytoin 4-hydroxylase, human; warfarin-7-hydroxylase, human
Das Enzym wird im endoplasmatischen Retikulum gebildet und ist das in der Leber am meisten exprimierte CYP2C-Enzym.
Es verstoffwechselt u. a. Steroidhormone und Fettsäuren und spielt eine wichtige Rolle beim Abbau verschiedener Medikamente wie dem Gerinnungshemmer S-Warfarin,  Entzündungshemmern wie Ibuprofen, Sulfonylharnstoffen, Phenytoin, Tolbutamid, Losartan, Terbinafin und Tamoxifen, und ist daher für die Abschätzung von deren Wirkung interessant.

## Aufbau und Funktion
CYP2C9 hydroxyliert unter anderem in der Leber THC zu 11-Hydroxy-THC. Es ist – neben anderen P-450-Isoenzymen – bedeutend für die medikamentöse Behandlung von Depression, da es von verschiedenen Antidepressiva, wie Fluoxetin, Fluvoxamin, Sertralin und Paroxetin inhibiert wird. CYP2C9 ist wesentlich am Metabolismus des Cumarin-Derivats Phenprocoumon beteiligt, das medizinisch als Antikoagulans eingesetzt wird.
Das Enzym kann durch Fluconazol und Miconazol gehemmt werden.